# BBC America
BBC America – kanał telewizyjny produkowany przez BBC Worldwide, komercyjne skrzydło brytyjskiego nadawcy publicznego BBC, i skierowany na rynek amerykański.
BBC America przypomina dostępny m.in. w Polsce kanał BBC Prime, jednak jego formuła jest nieco szersza. Po pierwsze, prezentuje programy pochodzące od wszystkich głównych brytyjskich nadawców telewizyjnych, a nie tylko od BBC. Po drugie, przez ponad trzy godziny dziennie stacja łączy swą antenę z kanałem informacyjnym BBC World News. Po trzecie, od 2003 roku BBC produkuje niektóre programy specjalnie z myślą o tym kanale i są one pokazywane tylko tam.
Kanał jest produkowany w całości przez BBC Worldwide. Za część informacyjną odpowiadają redakcja kanału BBC World News oraz biuro BBC w Waszyngtonie, skąd nadawany jest sztandarowy program informacyjny stacji – BBC World News America. Dystrybucją zajmuje się Discovery Communications, które jednak (w przeciwieństwie np. do Animal Planet) nie bierze udziału w tworzeniu kanału.